# Pax

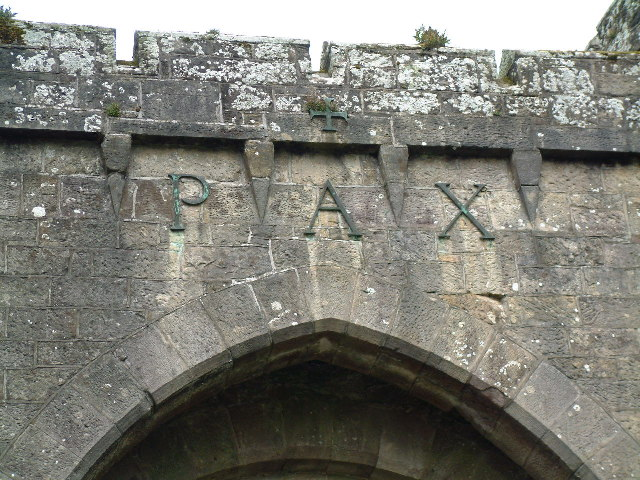
PAX – der Friedenswunsch am Tor der Glenstal Abbey, Irland

Pax ist lateinisch für „Frieden“. Der Wortstamm (vgl. pactum) verweist darauf, dass eine pax in römischer Auffassung nicht ein bloßer Nicht-Krieg war, sondern stets Ergebnis eines Vertrages.

## Mythologie

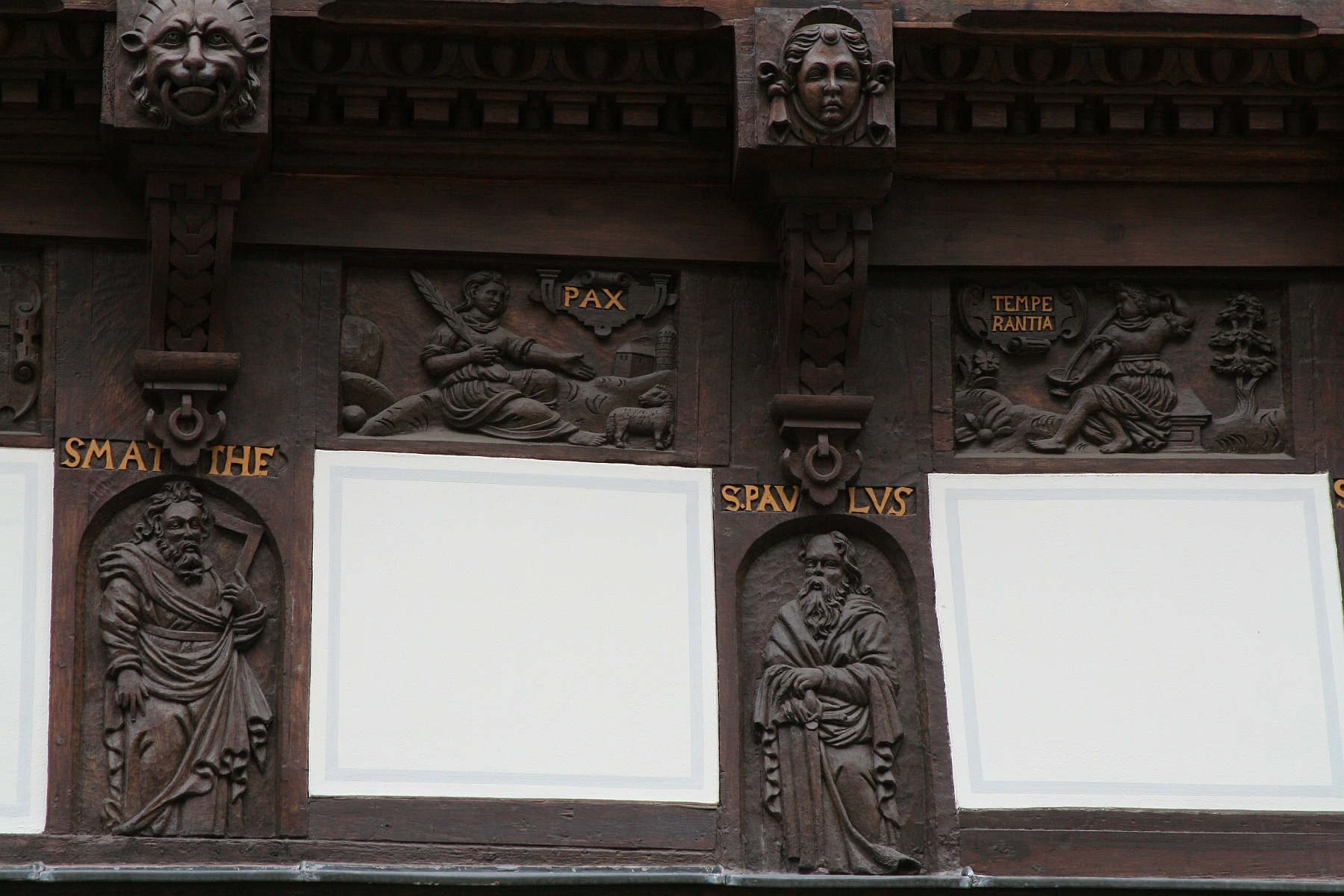
Pax als geschnitzte Allegorie am Eickeschen Haus in Einbeck

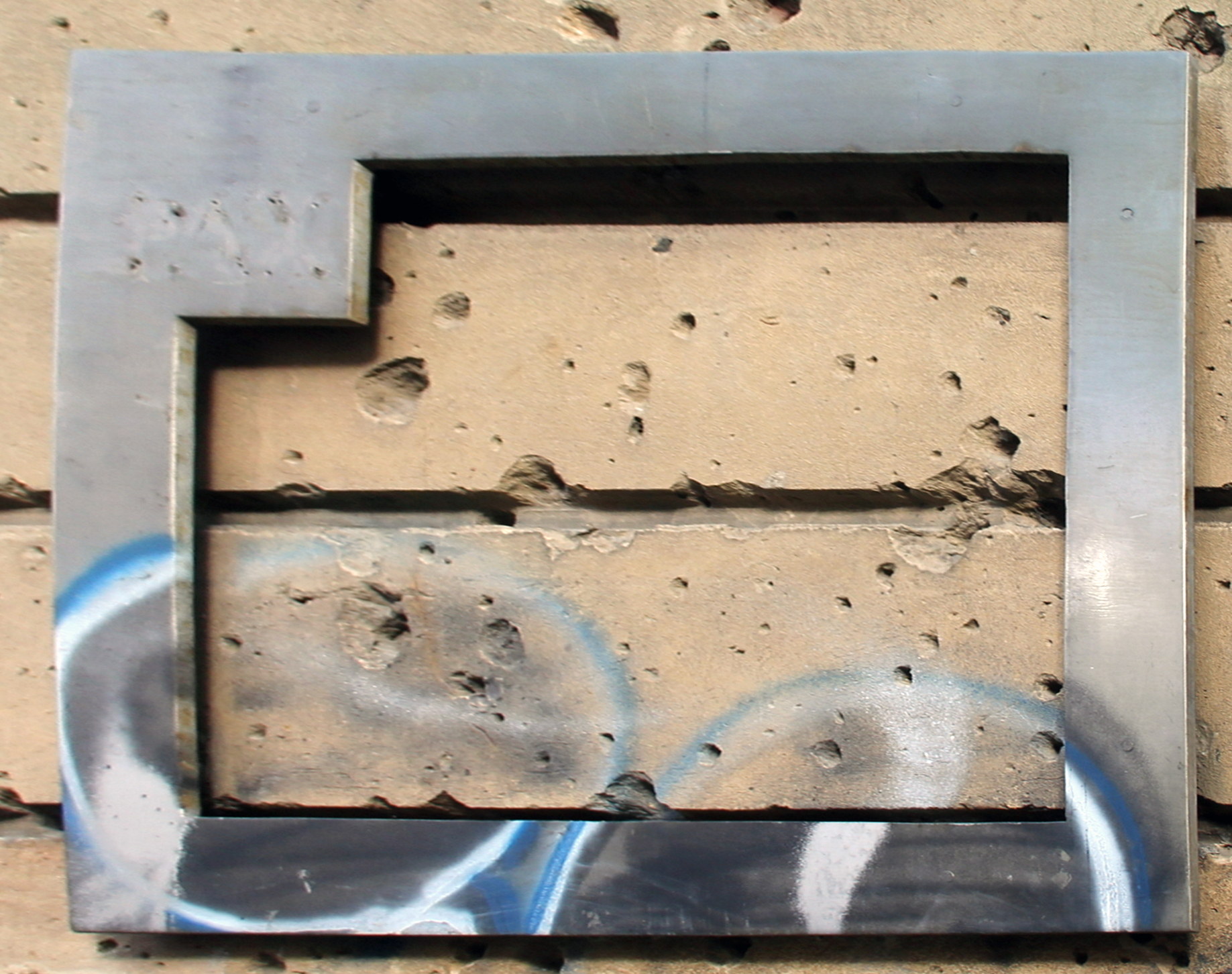
„Pax“ ist noch in der oberen linken Ecke zu erkennen, Gedenktafel am Haus, Große Hamburger Straße 29, in Berlin-Mitte

Die römische Göttin Pax war die Verkörperung des Friedens.

## Namen
Pax in Kombinationen mit lateinischen Reichs- oder Völkernamen steht für ein weiträumiges Konzept der Befriedung durch weltanschauliche Macht und politische Beeinflussung durch den Namensgeber, zum Beispiel:
- die Pax Romana
- die Pax Augusta
- die Pax Britannica
- die Pax Americana
- die Pax Arabica
- die Pax Mongolica
- die Pax Praetoriana
- die Pax Dei
- die Pax Nicephori
- die Pax Tokugawa

Eine Wortkombination mit lateinischem Ortsnamen bezeichnet üblicherweise einen konkreten Friedensvertrag, zum Beispiel Pax Augustana.
Pax wurde ferner zur Devise des abendländischen Mönchtums nach der Klosterregel des Hl. Benedikt von Nursia und meint den inneren Frieden, den der Mönch (bzw. jeder Christ) suchen und dem er nachjagen soll (vgl. RB Prolog 17), um damit den äußeren Frieden zu begünstigen, der wiederum den inneren befördert →Pax Benedictina